# Jour de foot
Jour de foot est un magazine télévisé sur Canal+ puis Canal+ Sport, présentant les résumés des matchs de Ligue 1. Il est diffusé le samedi aux alentours de 23 h 15. Jour de foot est diffusé du 2 septembre 1992 jusqu'en 2020. En 2022, le magazine fait son retour à l'occasion de la création de Canal+ Foot. En 2023, le magazine est également diffusé sur Infosport+.

## Historique
En 1992, le service des sports de Canal+, dirigé par Charles Bietry, fait le pari de créer une émission qui permet aux abonnés de voir tous les résumés des matchs et tous les buts de Ligue 1 quelques minutes après la fin des matchs.
Grâce à la couverture télévisuelle des Jeux olympiques de Barcelone, Canal+ apprend à retransmettre les événements avec une grande immédiateté. Elle recrute alors de nombreux journalistes et monteurs pour avoir des envoyés spéciaux sur tous les stades du championnat. Véritable défi technique et éditorial pour l'équipe, ils sont responsables de fournir un résumé de trois à quatre minutes quelques minutes après coup de sifflet final. Le montage débutait parfois dès la mi-temps pour arriver à fournir le contenu à temps. De nombreux journalistes, qui gagnent une notoriété plus tard dans leur carrière, sont passés par le résumé immédiat des matchs dans Jour de foot : Grégoire Margotton, Stéphane Guy, Denis Balbir, Christophe Josse, Philippe Genin, Jean-Charles Sabattier, David Berger ou Éric Bayle.
D'après Charles Bietry, le nom de l'émission Jour de foot est proposé par Philippe Doucet au cours d'une réunion du service des sports.
Charles Bietry confie alors la présentation à Thierry Gilardi et la réalisation à Jérôme Revon. En 1995, Thierry Gilardi cède l'émission pour présenter L'Équipe du dimanche. Philippe Bruet qui est en alternance avec Thierry Gilardi de 1992 à 1995 puis lui succède en août 1995.
Après six saisons réussies, Jour de foot connaît un premier bouleversement quand Michel Denisot remplace Charles Bietry à la direction des sports de Canal+. Hervé Mathoux, recruté chez TF1, se voit proposer la présentation de l'émission. Il est à la tête de Jour de foot quatre saisons avant de succéder à Thierry Gilardi à la tête de L'Équipe du dimanche. Il cède alors sa place à Grégoire Margotton et Vincent Radureau, stagiaire lors de la création de l'émission.
De 2015 à 2017, Jour de foot, première édition est diffusée le vendredi soir sur Canal+ Sport.
En 2020, alors que le groupe Canal+ ne diffuse plus que deux rencontres de Ligue 1 par journée, l'émission est arrêtée. Elle laisse sa place au Canal Football Club, programmé le samedi pour encadrer le match diffusé à 21 h sur Canal+.
Le 21 juillet 2022 à l'occasion d'une interview de Thomas Sénécal, le directeur des sports chez Canal+, il est annoncé le retour de Jour de foot du lundi au vendredi à 20h25 sur une nouvelle chaine nommée Canal+ Foot. Pendant une trentaine de minutes, l'émission balaye toute l'actualité du football.

## Présentateurs
- Thierry Gilardi : 1992-1995
- Philippe Bruet : 1992-1998
- Hervé Mathoux : 1998-2002
- Grégoire Margotton et Vincent Radureau : 2002-2003
- Stéphane Guy : 2003-2004
- Stéphane Guy et Nathalie Iannetta : 2004-2005
- Lionel Rosso : 2005-2006
- Alexandre Ruiz : 2006-2008
- Christophe Josse : 2008-2009
- Messaoud Benterki : 2009-2013
- Éric Besnard : 2013-2014
- Karim Bennani : 2014-2015
- Messaoud Benterki (vendredi) et Marie Portolano (samedi) : 2015-2016
- Marie Portolano (vendredi) et Karim Bennani (samedi) : 2016-2017
- Karim Bennani (samedi) : 2017-2020
- Éric Besnard (du lundi au jeudi) et Anne-Laure Salvatico (vendredi) : 2022-?